# 1999 en sports équestres
Chronologie des sports équestres
- 1998 en sports équestres - 1999 en sports équestres - 2000 en sports équestres

Cet article présente les faits marquants de l'année 1999 en sports équestres.

## Événements

### Avril
- avril 1999 : la finale de la coupe du monde de saut d'obstacles 1998-1999 est remportée par Rodrigo Pessoa et Baloubet du Rouet[1].

### Septembre
- 15 septembre 1999 au 19 septembre 1999 : 24e édition du championnat d'Europe de concours complet d'équitation 1999 à Luhmühlen (Allemagne) qui est remportée par Pippa Funnell sur Supreme Rock en individuel et par l'équipe du Royaume-Uni[2].

### Année
- 25e édition des championnats d'Europe de saut d'obstacles à Hickstead (Royaume-Uni).
- création de la fédération internationale de horse-ball.
- 19e édition des championnats d'Europe de dressage 1999 à Arnhem (Allemagne).
- 4e championnat d'Europe de polo à Chantilly (France).
- la finale de la coupe du monde de dressage 1998-1999 à Dortmund (Allemagne) est remportée par Anky van Grunsven sur Bonfire[3].